# Оне (кантон)
Оне́ (фр. Aulnay) — кантон во Франции, находится в регионе Пуату — Шаранта. Департамент кантона — Приморская Шаранта. Входит в состав округа Сен-Жан-д’Анжели. Население кантона на 2006 год составляло 6590 человек.
Код INSEE кантона 1704. Всего в кантон Оне входят 24 коммун, из них главной коммуной является Оне.

## Коммуны кантона
- Оне — население 1467 чел.
- Бланзе-сюр-Бутон — население 92 чел.
- Шербоньер — население 340 чел.
- Шив — население 371 чел.
- Контре — население 148 чел.
- Дампьер-сюр-Бутон — население 297 чел.
- Фонтен-Шаландре — население 246 чел.
- Ла-Вильдьё (Шаранта Приморская) — население 232 чел.
- Ле-Жик — население 113 чел.
- Лез-Эдю — население 66 чел.
- Луаре-сюр-Ни — население 286 чел.
- Нере — население 735 чел.
- Нюайе-сюр-Бутон — население 190 чел.
- Пайе — население 340 чел.
- Ромазьер — население 68 чел.
- Сен-Жорж-де-Лонгпьер — население 223 чел.
- Сен-Манде-сюр-Бредуар — население 318 чел.
- Сен-Мартен-де-Жюйе — население 157 чел.
- Сен-Пьер-де-Жюийе — население 385 чел.
- Салень — население 68 чел.
- Сенье (Шаранта Приморская) — население 102 чел.
- Вильморен — население 128 чел.
- Вилье-Кутюр — население 156 чел.
- Вина (Шаранта Приморская) — население 62 чел.